# Unai López
Unai López Cabrera (San Sebastián, Guipúzcoa, 30 de octubre de 1995) es un futbolista español que juega como centrocampista en el Rayo Vallecano de la Primera División de España.

## Trayectoria

### Inicios
Nacido en San Sebastián, es natural del barrio donostiarra de Alza. Se inició en el fútbol en las filas del Antiguoko K. E., uno de los clubes más prestigiosos de la localidad guipuzcoana.
Posteriormente, en 2010, Unai pasó al cadete de la Real Sociedad hasta que, en 2011, decidió marcharse al Athletic Club para jugar en su equipo juvenil.

### Ascenso al primer equipo y regreso al filial
En 2013 fue ascendido al Bilbao Athletic, segundo equipo del club bilbaíno, en Segunda División B. Tras anotar cuatro goles en 33 partidos en la temporada 2013-14, fue convocado por el entrenador del primer equipo, Ernesto Valverde, en agosto de 2014 para el partido de previa de Liga de Campeones de la UEFA frente al S. S. C. Napoli disputado el 27 de agosto. Debutó sustituyendo a Markel Susaeta a los 72 minutos, dando la asistencia del tercer gol a Ibai Gómez. Gracias a esta victoria, el equipo se clasificó para la fase de grupos de la Liga de Campeones de la UEFA. En esa temporada disputó 24 partidos con el Athletic (19 de ellos en Primera División) sin conseguir ningún gol. Debido al ascenso del Bilbao Athletic a Segunda división regresó al equipo filial para disputar la temporada 2015-2016. Anotó el primer gol del filial en Segunda División tras casi veinte años de ausencia, en la segunda jornada, en la derrota ante el Elche C. F. por 2-1. Ziganda le dio la titularidad en 39 de los 42 partidos, siendo una pieza fundamental en el centro del campo del equipo filial.

### Cesiones al C. D. Leganés y Rayo Vallecano
La siguiente temporada fue cedido por una temporada al C. D. Leganés, equipo recién ascendido a Primera División. Después de comenzar las cuatro primeras jornadas como titular, pasó a tener un papel secundario en el esquema de Asier Garitano. El 19 de febrero anotó su primer gol con el club madrileño en la visita al Camp Nou, donde cayeron derrotados por el F. C. Barcelona (2-1) en el último minuto. Finalizó su etapa en el club blanquiazul con 29 partidos y dos goles, habiendo sido trece veces titular.
El 1 de agosto fue cedido por una temporada al Rayo Vallecano, que se encontraba en Segunda División. Míchel decidió darle la titularidad desde el primer partido, pasando a convertirse en uno de los jugadores más determinantes del equipo. Con el equipo vallecano logró el ascenso a Primera División, siendo uno de los jugadores destacados de la plantilla.

### Athletic Club
En su regreso al Athletic Club, de cara a la temporada 2018-19, no contó con demasiados minutos y solo fue titular en tres jornadas de Liga. En la temporada siguiente, se fue haciendo un hueco en el once titular de Gaizka Garitano. Además, el 8 de marzo de 2020 marcó su primer gol con el club rojiblanco tras un gran lanzamiento de falta frente al Real Valladolid en un triunfo a domicilio por 1 a 4.
El 27 de septiembre de 2020 anotó un doblete, en Ipúrua, para dar el triunfo frente a la S. D. Eibar (1-2). El 15 de febrero de 2021 anotó de falta directa en la goleada ante el Cádiz C. F. (0-4).

### Rayo Vallecano
El 31 de agosto de 2021 fue traspasado al Rayo Vallecano de la Primera División de España, con el que firmó un contrato de tres temporadas. Durante la temporada 2021-22 fue suplente habitual, aunque disputó una treintena de partidos bajo las órdenes de Andoni Iraola. El 3 de octubre de 2022 marcó el tanto del triunfo frente al Elche (2-1), en el minuto 95, en el Estadio de Vallecas con un remate de volea.
En la temporada 2023-24 dio un pase adelante en las rotaciones y pasó a ser titular para el nuevo técnico Francisco. Además, el 25 de noviembre marcó el primer gol del encuentro frente al F. C. Barcelona (1-1).

## Selección nacional
Fue internacional con las inferiores de la selección española; en categoría sub-19 (3 partidos y un gol) y sub-21 (dos partidos) en el año 2014.

## Clubes
Categorías inferiores
| Club          | País   | Año       |
| ------------- | ------ | --------- |
| Antiguoko     | España | 2008-2010 |
| Real Sociedad | España | 2010-2011 |
| Athletic Club | España | 2011-2013 |

Profesional
- Actualizado a 24 de mayo de 2025.

| Club                     | Temporada     | Div.          | Liga  | Liga  | Copas nacionales | Copas nacionales | Copas internacionales | Copas internacionales | Total | Total |
| Club                     | Temporada     | Div.          | Part. | Goles | Part.            | Goles            | Part.                 | Goles                 | Part. | Goles |
| ------------------------ | ------------- | ------------- | ----- | ----- | ---------------- | ---------------- | --------------------- | --------------------- | ----- | ----- |
| C. D. Basconia · España  | 2012-13       | 3.ª           | 21    | 2     | —                | —                | —                     | —                     | 21    | 2     |
| C. D. Basconia · España  | Total club    | Total club    | 21    | 2     | 0                | 0                | 0                     | 0                     | 21    | 2     |
| Bilbao Athletic · España | 2013-14       | 2.ªB          | 33    | 4     | —                | —                | —                     | —                     | 33    | 4     |
| Athletic Club · España   | 2014-15       | 1.ª           | 19    | 0     | 1                | 0                | 4                     | 0                     | 24    | 0     |
| Bilbao Athletic · España | 2015-16       | 2.ª           | 37    | 2     | —                | —                | —                     | —                     | 37    | 2     |
| Bilbao Athletic · España | Total club    | Total club    | 70    | 6     | 0                | 0                | 0                     | 0                     | 70    | 6     |
| C. D. Leganés · España   | 2016-17       | 1.ª           | 23    | 2     | 1                | 0                | —                     | —                     | 24    | 2     |
| C. D. Leganés · España   | Total club    | Total club    | 23    | 2     | 1                | 0                | 0                     | 0                     | 24    | 2     |
| Rayo Vallecano · España  | 2017-18       | 2.ª           | 39    | 3     | 1                | 0                | —                     | —                     | 40    | 3     |
| Athletic Club · España   | 2018-19       | 1.ª           | 7     | 0     | 1                | 0                | —                     | —                     | 8     | 0     |
| Athletic Club · España   | 2019-20       | 1.ª           | 26    | 1     | 3                | 0                | —                     | —                     | 29    | 1     |
| Athletic Club · España   | 2020-21       | 1.ª           | 26    | 3     | 5                | 0                | —                     | —                     | 31    | 3     |
| Athletic Club · España   | Total club    | Total club    | 78    | 4     | 10               | 0                | 4                     | 0                     | 92    | 4     |
| Rayo Vallecano · España  | 2021-22       | 1.ª           | 27    | 0     | 3                | 0                | —                     | —                     | 30    | 0     |
| Rayo Vallecano · España  | 2022-23       | 1.ª           | 34    | 1     | 2                | 0                | —                     | —                     | 36    | 1     |
| Rayo Vallecano · España  | 2023-24       | 1.ª           | 35    | 1     | 4                | 0                | —                     | —                     | 39    | 1     |
| Rayo Vallecano · España  | 2024-25       | 1.ª           | 32    | 3     | 2                | 0                | —                     | —                     | 34    | 3     |
| Rayo Vallecano · España  | Total club    | Total club    | 167   | 8     | 12               | 0                | 0                     | 0                     | 179   | 8     |
| Total carrera            | Total carrera | Total carrera | 359   | 22    | 23               | 0                | 4                     | 0                     | 386   | 22    |
| 1. 2.                    |               |               |       |       |                  |                  |                       |                       |       |       |

## Palmarés

### Campeonatos nacionales
| Título                     | Club           | País   | Año  |
| -------------------------- | -------------- | ------ | ---- |
| Segunda División de España | Rayo Vallecano | España | 2018 |
| Supercopa de España        | Athletic Club  | España | 2021 |

### Distinciones individuales
| Distinción                                          | Año  |
| --------------------------------------------------- | ---- |
| Seleccionado en el Once de Bronce del Fútbol Draft. | 2015 |